# گوگل والت
گوگل والت (به انگلیسی: Google Wallet) یکی از خدمات پرداخت همراه از شرکت گوگل است که در آن برای کاربران این امکان فراهم می‌شود که اطلاعات مربوط به کارت‌های نقدی، کارت‌های اعتباری، کارت‌های وفاداری و کارت‌های هدیه خود و مواردی از این دست را در تلفن همراه یا هوشمندشان ذخیره کنند و سپس با استفاده از آن در درگاه‌های مجهز به سرویس PayPass مسترکارت و با فناوری ارتباط حوزه نزدیک به خرید بپردازند. این سرویس هم‌اکنون به صورت رایگان به کاربران ساکن در آمریکا عرضه شده است.
گوگل از سال ۲۰۰۶ با راه‌اندازی سرویس گوگل چک‌اوت به رقابت با پی‌پل خدمات بررسی و تأیید پرداخت آنلاین را به فروشندگان ارائه می‌کرد، اما این سرویس از ۲۰ نوامبر ۲۰۱۳ کنار گذاشته شد و با گوگل والت ادغام گردید.